# Stanisław Trusiewicz
Stanisław Trusiewicz pseud. Kazimierz Zalewski (ur. 1870 w Wereskowie w powiecie nowogródzkim, zm. 25 sierpnia 1918 w Możajsku) – działacz komunistyczny, publicysta.

## Życiorys
W 1890 należał do II Proletariatu. W 1897 był współzałożycielem Związku Robotników na Litwie. 1899-1908 działał w SDKPiL, w latach 1900-1901 członek jej Zarządu Głównego. Jako zwolennik federalistycznego programu sprzeciwiał się poglądom Róży Luksemburg w kwestii narodowej. Kilkakrotnie więziony. W czerwcu 1906 roku nie został dopuszczony na V Zjazd SDKPiL w Zakopanem co było jedną z przyczyn faktycznego rozłamu w partii na "kraj" i "zagranicę". Od 1907 na emigracji. W maju 1907 r. delegat SDKPiL na zjazd SDPRR; na znak protestu przeciwko niedemokratycznemu kierowaniu delegacją przez Leona Jogichesa -Tyszkę opuścił Zjazd. W listopadzie 1908 r. Zarząd Główny SDKPiL, zdominowany przez zwolenników Tyszki, za "przerzucanie się raz na pozycje mienszewizmu, raz na pozycje skrajnego bolszewizmu" postawił Trusiewicza przed sądem partyjnym. Na VI Zjazd SDKPiL w Pradze w listopadzie 1908 r. Trusiewicz znowu nie został dopuszczony do obrad. W latach 1909–1910 wydawał "Solidarność Robotniczą".W lutym 1909 r. demonstracyjnie opuszcza partięobarczając za "sekciarstwo" w partii faktycznie kierujących nią Jogichesa - Tyszkę i Warskiego. Opuszczając partię deklarował jednocześnie, że pozostaje członkiem SDPRR. Od 1917 w Rosji, gdzie działał w RKP(b). Był redaktorem naczelnym pisma społeczno - kulturalnego "Wiestnik żyzni" i zastępcą redaktora naczelnego "Izwiestija WCIK".